# 대은암천
대은암천(大隱岩川)은 북악산에서 발원하여 삼청동천으로 흘러들던 하천으로, 경복궁의 금천이다. 준천사실에는 대은암하류(大隱岩下流) 및 경회지수(慶會池水)로, 동국여지비고에는 원출대은암(源出大隱岩) 및 경회지수(慶會池水)로 되어 있고, 한경지략에는 누락되어 있다. 궁궐 내에서는 영제천(永濟川)이라고 하였다. 박은은 상류 부근에 있는 남곤의 집을 찾아갈 때마다 남곤이 집에 없자, 집 앞의 물길이 만리 밖에 있는 여울과 같다 하여 만리뢰(萬里瀨)라 불렀다. 경복궁 내부와 상류의 계곡부를 제외하고 복개되었다.
지금의 청와대 경내에서 발원하는 두 물줄기 가운데 하나는 경복궁 밖을 우회하여 흐르다가 궁내로 들어가고, 다른 하나는 광화문의 정북쪽에 있는 수문을 통하여 궁내로 유입되어 향원지와 경회루의 물을 이룬다. 두 물줄기는 경회루 남서쪽에서 합쳐져 남쪽 방향으로 흐르다가 영추문 근처에서 직각으로 꺾어지면서 경복궁내수를 분류(分流)시키고, 흥례문과 근정문 사이로 흐르다가 수문으로 빠져나가 동십자각 남쪽에서 삼청동천으로 흘러든다.

## 과거의 다리
조선 시대의 대은암천의 다리 목록이다.
- 서영교(西營橋) : 금위영 산하 서영(西營) 앞에 위치하였기 때문에 이러한 이름이 붙었다.[3] 효자로에서 효자로9길이 갈라지는 부근에 있었으며, 경복궁 안으로 들어가는 금천 서쪽의 다리라 하여 서금교(西禁橋), 서금다리라고 하던 것이 와전되어 석은교(石隱橋), 썩은다리 등으로도 불렸다.[4][5]
- 영제교(永濟橋) : 경복궁의 금천 위를 건너는 다리이다.